# Pleiocraterium sumatranum
Pleiocraterium sumatranum là một loài thực vật có hoa trong họ Thiến thảo. Loài này được Bremek. miêu tả khoa học đầu tiên năm 1939.